# Saxe-Weissenfels
Saxe-Weissenfels (em alemão:  Sachsen-Weißenfels) era um ducado do Sacro Império Romano-Germânico entre 1656/7 e 1746, com sede ducal em Weißenfels. Regido por um ramo da Casa de  Wettin, passou a integrar o Eleitorado da Saxónia quando a linhagem ducal se extinguiu.